# Aš-Šifá
Aš-Šifá (arabsky „uzdravování“) byla súdánská farmaceutická továrna v Severním Chartúmu, postavená v letech 1992-1996. Průmyslový komplex se skládal ze čtyř budov. Byla to největší chartúmská továrna se 300 zaměstnanci soustřeďujícími se na výrobu léků, jak pro lidi, tak i pro zvířata, původně určená jako manufaktura pro výrobu antimalarik. Byla zničena 20. srpna 1998 americkou armádou pro podezření z(e):
1. podílení se na útocích na americké ambasády po severní Africe
2. spolupráce s teroristickou skupinou al-Káida.